# Coenosia hamaticauda
Coenosia hamaticauda este o specie de muște din genul Coenosia, familia Muscidae, descrisă de Zheng, Xue și Tong în anul 2004. Conform Catalogue of Life specia Coenosia hamaticauda nu are subspecii cunoscute.